# شين تيانفينغ
شين تيانفينغ (بالصينية: 沈田峰) (و. 1994  م) هو لاعب كرة قدم صيني، ولد في شنيانغ، مركز لعبه هو مهاجم.